# Discopyge
Genre
Discopyge est un genre de raies ayant une forme de torpille. Ce sont des raies électriques.

## Liste des espèces
- Discopyge tschudii Heckel in Tschudi, 1846